# Wild Arms
Wild Arms (ワイルドアームズ?) Es un videojuego de rol con una temática Wéstern desarrollado por la compañía Japonesa Media.Vision. Originalmente lanzado en Japón en 1996 para la consola PlayStation, más tarde fue traducido y lanzado en América del Norte en 1997 y en Europa en 1998 por Sony Computer Entertainment. Es notable no solo por ser uno de los primeros videojuegos de rol para la PlayStation, sino también por ser uno de pocos para ambientados en el Viejo Oeste.  El juego presenta gráficas en 2D para las secuencias normales, mientras que las secuencias de batalla son mostradas en 3D.
La historia de Wild Arms se localiza en el mundo ficcional de Filgaia, y sigue las aventuras de una banda de aventureros llamados Dream Chasers ("los Perseguidores de Sueños") quienes viajan por el mundo en búsqueda de emociones y fortuna.  El jugador toma el control de un joven llamado Rudy, quien tiene la capacidad de operar ciertas armas potentes llamadas Ancient Relic Machines ("Máquinas Reliquia Antiguas", usualmente referidos como ARMs), los restos prohibidos de una edad perdida que tienen la forma de armas de fuego. Junto con sus compañeros Jack y Cecilia, el grupo debe usar sus habilidades respectivas para atravesar las vastas tierras y calabozos de Filgaia e impedir una amenaza alienígena de revivir a su líder perdido que este destruya el mundo.
En noviembre de 2003, un remake de Wild Arms titulado Wild Arms Alter Code: F fue lanzado para la consola PlayStation 2 en Japón, con una versión norteamericana producida en 2005. Además de gráficas mejoradas, Alter Code: F también tiene una historia expandida, banda sonora remasterizada, nuevos personajes y escenarios de juego adicionales.

## Sistema de juego
Wild Arms es un videojuego de rol que permite al jugador controlar hasta a tres personajes, Rudy, Jack, y Cecilia, en su progreso a través de un número de entornos, batallas con enemigos y solución de rompecabezas. El juego está presentado en una vista bidimensional arriba-abajo en la que el jugador tiene una vista de águila de toda la acción que ocurre en una pantalla en particular. Para avanzar, el jugador tiene que vencer un número de escenarios de historia y secuencias de navegación a través de calabozos mientras lucha contra enemigos que aparecen aleatoriamente. Los personajes mejoran al obtener puntos de experiencia después de una batalla, descubriendo crest graphs, distintas ARMs, y aprendiendo técnicas de espada a la par de varios acontecimientos en el juego. Esto les permite enfrentarse a entidades demónicas cada vez más difíciles. 
En las ciudades que se encuentran alrededor de este mundo se pueden comprar armas y armaduras más poderosas para cada personaje, y se pueden aprender nuevas técnicas para ayudar al jugador a completar retos más complicados. Existen dispositivos especiales llamados "Tools" ("herramientas" en inglés) únicas para cada personaje que permiten al jugador superar situaciones que de otro modo serían imposibles fuera de batalla. Estos objetos se obtienen en ciertos puntos en el juego y revela áreas escondidas o nuevos caminos, así como pueden destruir objetos y solucionar rompecabezas. La herramienta de bomba de Rudy, por ejemplo, puede destruir rocas grandes y otros obstáculos, mientras que el arpeo de Jack le permite al grupo cruzar vacíos grandes mientras evita trampas.

### Sistema de batalla
A diferencia del modo de juego normal, donde todos los personajes y gráficos de fondo son bidimensionales (2D), el combate es mostrado enteramente en 3D. Wild Arms usa una estructura de batalla basada en turnos en la que el jugador introduce comandos al inicio de cada ronda de combate y dichas acciones toman lugar. El orden en que cada personaje y enemigo efectúan estas acciones está basada en su estadística de "respuesta" (RES) la cual denota qué tan deprisa puede actuar un personaje en particular.  Mientras más alta sea la respuesta de un personaje, más altas son sus probabilidades de actuar antes de un enemigo. El jugador tiene la opción en cada ronda de usar un objeto de restauración de su inventario, usar una habilidad especial, huir del combate, o atacar. Las unidades enemigas están derrotadas cuando sus puntos de salud, una representación numérica de su vitalidad, llega a cero. Los puntos de salud pueden ser reducidos por atacar a un enemigo, ya sea con ataques normales o hechizos.
Cada uno de los tres personajes jugables tiene un conjunto único de habilidades que pueden usarse para vencer a los enemigos o para ayudar a los miembros del equipo. Rudy utiliza "ARMs", ataques potentes pero limitados que involucran armas de fuego que dependen en un número determinado de cartuchos, las técnicas de espada rápida de Jack pueden dañar a los enemigos de distintas formas, y la magia de Cecilia puede tanto apoyar al equipo al restaurar puntos de salud y mejorando las estadísticas de estos o dañando a los enemigos con hechizos. Además, un personaje puede equipar ciertos objetos especiales llamados "runas" que les permite invocar a potentes Guardianes para que les ayuden en batalla. Las habilidades nuevas se adquieren a medida que progresa la historia principal, completando misiones extra, o comprándolas en las tiendas dentro del juego.
Durante el combate, cada personaje tiene una "Barra de Fuerza" dividida en cuatro partes iguales llamadas niveles. a medida que el nivel de la barra aumenta, el jugador tiene acceso a una de cuatro "Técnicas de Fuerza", disponibles a través de diferentes áreas del juego. Estas técnicas le permiten a un personaje hacer una acción especial cada vez que atacan o usan una habilidad, mejorando su efectividad global. Por ejemplo, la habilidad "Mística" de Cecilia permite que un objeto usado por ella pueda afectar a todos los personajes en vez de a uno solo, y la habilidad "Acelerador" de Jack le da la opción de actuar primero en la siguiente ronda de combate, sin importar su velocidad o la del enemigo. Mientras más eficaz sea la habilidad, requiere un mayor nivel de Barra de Fuerza.
Al igual que el equipo normal, las runas pueden alterar las estadísticas de un personaje para hacerlos más proficientes en ciertas áreas del combate, tal como aumentar su estadística de fuerza, aumentando el daño que causan con ataques normales. Equipar estos objetos tiene el beneficio añadido de permitirle a un personaje invocar a criaturas mágicas para atacar todos los enemigos inmediatamente o ayudar a todos los aliados con magia beneficiosa. Las runas pueden ser obtenidas ya sea en áreas escondidas dentro de los calabozos, o simplemente como parte de la historia.  La mayoría de los ataques de estos Guardianes, como la magia de Cecilia, tienen asignados un elemento en particular que es más efectivo contra ciertos enemigos.

## Historia

### Ambientación
Wild Arms toma lugar en el mundo de Filgaia ("Fargaia" en la versión japonesa original), un mundo fantástico basado en el Viejo Oeste de Estados Unidos y Europa medieval. El tema del Salvaje Oeste está presente a través de todo el juego, y aunque existen diversos terrenos y climas a lo largo del mundo, la mayoría del paisaje se compone de vastos desiertos, anchos barrancos, cañones y praderas. Existen varias ciudades y villas, algunas con arquitectura y castillos europeos, mientras que otros se parecen a los centros de comercio y ciudades fronterizas de Estados Unidos. El nivel de tecnología en la historia del juego está establecido alrededor de los inicios de la Revolución Industrial, con inventos como los motores siendo usados por primera vez. Un tema recurrente durante el juego es la que las tecnologías destructivas como pistolas y otras armas de fuego son vistas como peligrosas y por ello son una tecnología prohibida que está temido por la población general. Ya que la mayoría de la tecnología más adelantada del mundo existió siglos antes del inicio del juego, los arqueólogos y los ingenieros son esencialmente lo mismo; redescubriendo tecnologías antiguas a la vez que encuentran nuevas aplicaciones para las mismas.

### Personajes
Además de tener varios personajes de reparto y villanos, Wild Arms tiene tres personajes principales que pueden ser usados por el jugador:
- Rudy Roughnight (ロディ・ラグナイト Rodi Ragunaito, "Rody Roughnight" en la versión japonesa[11] y "Rudy Roughknight" en las traducciones subsiguientes al inglés) es un chico de 15 años de un pueblo remoto, quien quedó huérfano varios años antes del principio del juego cuándo su abuelo murió. Bajo el cuidado del alcalde de la ciudad, Rudy trabajó como ayudante en la granja de su vecino hasta un día cuando un chico local, mientras buscaba hierbas medicinales para curar a su padre enfermo, se extravió en una cueva a las afueras de la ciudad. Rudy se apresura para salvarle y finalmente encuentra y rescata al niño, pero libera sin saberlo a un zombi sellado dentro de la caverna. Rudy logra derrotar al zombi y salva el pueblo, pero alerta a los habitantes de su ARM prohibido en el proceso, por lo cual es echado del pueblo y forzado a vivir por sí mismo, regresando a la vida de aventurero y Drifter.[12] Después de que su brazo fuera amputado (por una espada en Wild Arms y por un arma de fuego en Wild Arms Alter Code: F), se descubre que Rudy es un ser artificial diseñado para ser un arma que comparte la fisiología básica de los Demonios de Metal, quienes fueron exterminados por ser extremadamente violentos y peligrosos. Sin embargo, Rudy es adoptado por un hombre llamado Zepet, quién asumió el papel de su abuelo y lo cuidó, dándole a Rudy un corazón y la capacidad de preocuparse y amar, alejándolo de su función como arma de destrucción masiva como sus hermanos. El carácter de Rudy es un ejemplo del arquetipo de los juegos de rol del protagonista silencioso y actúa como la extensión entre el jugador y el juego, aunque tiene una línea de diálogo en el juego.
- Jack Van Burace (ザック・ヴァン・ブレイス Zakku Van Bureisu "Zakk Vam Brace" en la versión japonesa)[13] es un cazador de tesoros y espadachín-mercenario  que busca por el mundo el "poder último" que le permitirá confrontar su pasado problemático. Después del descubrimiento de un aparato holográfico dentro del Templo de la Memoria, Jack aprende sobre la raza extinta de los Elw quienes desarrollaron varias formas de tecnologías avanzadas. Él se encamina hacia la ciudad de Adlehyde para conseguir más información que lo llevará a su meta.[12] Jack siempre está acompañado de su compañero 'Hanpan', un "ratón del viento" que es capaz de hablar y entender el lenguaje de los humanos, y a menudo actúa como guía moral de Jack. Se descubre después que en su juventud fue un Caballero Fenril de Arctica, el "Caballero-Guantelete" conocido como Garret Stampede.
- Cecilia Lynn Adlehyde  (セシリア・レイン・アーデルハイド Seshiria Rein Aderuhaido "Cecilia Raynne Adlehyde"  en la versión japonesa)[14] es una joven hechicera que ha pasado la mayor parte de su vida estudiando en la escuela de magia de la Abadía de Curan. Su décimo séptimo cumpleaños al inicio del juego marca su ascensión oficial en la familia real de Adlehyde y su despedida de la escuela. Sin embargo, antes de que pueda salir es contactada por una voz misteriosa que la lleva a una biblioteca escondida en la abadía. Ahí se enfrenta y vence a un demonio usando sus habilidades mágicas, y libera a una entidad poderosa conocida como "El Guardián" de un libro sellado mágicamente El Guardián informa a Cecilia que su sangre real le permite ser una médium entre el mundo real y la dimensión de los espíritus, habitada por los avatares de todas las fuerzas elementales del mundo, y que ella será parte de la eventual seguridad y reconstrucción del planeta devastado.[12] A través de su vida, a ella le ha disgustado ser simplemente una figura conocida como "Cecilia la princesa" y no como "Cecilia la chica". Ona de sus razones para unirse a Rudy y Jack es para no estar sola. En ocasiones se dan pistas de que ella podría estar enamorada de Rudy. En Alter Code F, también se muestra que Jane tiene una infatuación con Rudy.

### Historia
Mil años antes de los eventos de Wild Arms, hubo una guerra entre los habitantes de Filgaia y los Demonios de Metal que buscaban hacer del planeta su nuevo hogar. Después de una lucha encarnizada, los humanos lograron capturar al líder de los demonios, "Madre", y la encerraron bajo un castillo en la tundra de Arctica. Incapaces de destruir su cuerpo en constante regeneración, la gente de Arctica removió su corazón y lo dividió en tres partes, la encerraron dentro de una pupa, y encerraron mágicamente dichas piezas dentro de tres esculturas de piedra que repartieron por el mundo. Sin su líder, la mayoría de los demonios desaparecieron, salvo unos pocos que quedaron recluidos en los siglos siguientes, que finalmente lanzaron un ataque sobre el castillo para recuperar el cuerpo incapacitado de Madre.
Después de tener éxito en su misión, un grupo pequeño de guerreros demonio conocidos como Los Caballeros del Cuarto (Quarter Knights) se dedicaron a mantener vigía sobre el cuerpo de Madre en la fortaleza, protegida por un poderoso campo de fuerza, y comenzaron a buscar información acerca de la localización de las esculturas guardianas con la esperanza de revivir a Madre y reclamar Filgaia como suya en el futuro. A medida que pasó el tiempo, la historia sobre la antigua invasión comenzó a desaparecer, aunque aún persistían las historias sobre armamento demónico como las "ARMs" y soldador robóticos. Cuando un niño misterioso llamado Rudy llegó a la pequeña ciudad de Surf, llegó con una ARM a su lado. Aunque logra esconder dicha ARM por un tiempo, esta lo hace un paria después de su envolvimiento con un terremoto desastroso.
En su camino hacia la ciudad de Adlehyde, Rudy conoce a Cecilia, una hechicera aprendiz y la sucesora de la familia real de Adlehyde, y a Jack, un cazador de tesoros testarudo. El trío se une por primera vez para ayudar a una ingeniera de la ciudad llamada Emma, quien está investigando la tecnología antigua encontrada en una tumba cercana y que cree que hay un remanente de las Guerras Demoníacas adentro, pero encuentra monstruos dentro de la tumba. Al descubrir el objeto, una criatura robótica llamada golem, los tres aventureros escoltan a Emma y sus descubrimientos de vuelta a Adlehyde para exhibirlo en el Festival de las Ruinas. Durante el evento, donde hay otros golems en exhibición, una pequeña armada de demonios liderada por Belselk de los Caballeros del Cuarto proceden a incendiar la ciudad, robar los golems y herir mortalmente al padre de Cecilia, el rey. A fin de salvar al resto del pueblo de Adlehyde, Cecilia le da a Belselk una reliquia de su familia,un colgante llamado la Lágrima que tiene propiedades mágicas, que los demonios creen que pueden ser usadas como catalizador para revivir a su líder. Cuando los invasores abandonan la ciudad, Rudy y sus amigos hacen un pacto de detener a los Caballeros, impedir que tomen el control de Filgaia y restaurar el balance a las cada vez más débiles fuerzas elementales del mundo que han decaído desde la invasión inicial de los demonios.
Viajando a través de Filgaia, los héroes llegan al Templo del Guardián para ganarse la alianza de los guardianes místicos que mantienen las fuerzas de la naturaleza alrededor del planeta. Se ponen a prueba uno a uno. Después de que cada uno de ellos falla en sus pruebas personales de carácter, los Guardianes aceptan ayudarlos con un poco de reticencia. Los Guardianes le dicen a Rudy y sus compañeros que los demonios ya han comenzado a revivir a su líder, y que solamente tienen que remover el sello mágico en su prisión-pupa destruyendo las tres esculturas esparcidas por todo Filgaia. Con la ayuda de tecnología antigua en forma de teletransportación, el grupo viaja alrededor del mundo para impedirle a los Caballeros del Cuarto que destruyan las esculturas, pero fracasan en todos sus intentos. La resurrección consecuente de Madre se lleva a cabo, pero la líder de los demonios les informa que sus propias muertes vendrán pronto.
Al darse cuenta de que la única forma de vencer a los demonios es enfrentándolos en su fortaleza, la Fotósfera, Rudy, Jack y Cecilia juntan los materiales necesarios para entrar a la tumba del último golem que queda, el Golem de Tierra, Asgard. Al convencerlos de ayudarlos en su problema, Asgard neutraliza el sello protector alrededor de la Fotósfera, permitiendo la entrada de Rudy, Jack y Cecilia. Con la ayuda de una figura en una capucha azul, los héroes logran readquirir la Lágrima de Cecilia, que actuaba como fuente de poder de toda la fortaleza, y se enfrentan directamente a una Madre debilitada, destruyendo su cuerpo justo cuando la Fotósfera se hunde en el océano. El trío piensa que lo peor ha pasado y salen camino a Adlehyde cuando son confrontados por los Caballeros del Cuarto, quienes les informan de su plan de controlar Filgaia en ausencia de su líder, y el personaje en capucha azul que los ayudó era Ziekfried, el líder de los Caballeros del Cuarto que traicionó a Madre.
Los demonios intentan destruir la "Línea de Rayos" (Ray Line) debajo de Filgaia. Esta fue el último recurso de los Guardianes para conectar la energía que les quedaba para mantener el planeta. Estos planes son temporalmente interrumpidos en el último momento, cuando Ziekfried cae en una ruptura dimensional durante la confrontación con los tres héroes. Zeikfried se encuentra transportado a las ruinas hundidas de la Fotósfera, donde una Madre deforme lo devora. Sin embargo, los Demonios restantes encuentran otra forma de alterar la Ray line con una Lágrima de su propia creación que destruye en lugar de crear vida, y usan el sistema de teletransportación para distribuirlo por toda Filgaia, mandando las fuerzas de la naturaleza al caos. También se revela que uno de los Caballeros del Cuarto no era originalmente un demonio, sino la amante perdida de Jack, Elmina, lo cual alimentó el deseo de venganza en él.
Más tarde, los demonios averiguan que existe una estructura gigante en una de las lunas que orbitan el planeta, Malduke, que fue diseñada para ser una estación espacial con propósitos residenciales y militares, con un arma poderosa que podría destruir a Filgaia. Dentro de la nueva torre erigida por los demonios, Ka Dingel que se conecta con Malduke, Rudy, Jack y Cecilia confrontan a lo que queda de sus adversarios antes de alcanzar el aparato de teletransportación que los lleva a Malduke. Dentro del santuario más interno de Malduke, se enfrentan a Zeikfried, que se transforma en una Madre revivida. Este nuevo ser, Motherfried, se enfrenta a los héroes con la intención de usar el arma primaria de Malduke para destruir a Filgaia, pero es vencido.
Sin embargo, aún después de vencer al último de los Demonios, parece que es muy tarde para evitar que el arma de Malduke destruya Filgaia, pero los Guardianes logran juntar sus fuerzas para revivir al mundo. Rudy, Jack y Cecilia suben al aparato de teletransportación de regreso a Filgaia, pero a mitad del camino son detenidos por lo que queda del cuerpo de Zeikfried y su lanza. Este Zeikfried debilitado hace un ataque desesperado a los héroes y, aunque es vencido, la energía liberada en la batalla desestabiliza el portal.  Después de escapar del portal por suerte hacia Filgaia, el trío llega a Ka Dingel justo cuando colapsa, mientras Asgard los protege de la estructura que se derrumba, pero esto le causa un gran daño al Golem de Tierra y así, se le permite dormir una vez más bajo la tierra con ayuda de Cecilia. Después de vencer sobre los demonios, la naturaleza comienza a recuperarse, Jack y Rudy parten hacia una nueva aventura mientras Cecilia se queda en Adlehyde para cumplir sus obligaciones como líder. En una carta que ella le escribe a Jack y Rudy, ella les dice que les mandará el objeto que ellos olvidaron para facilitar sus aventuras y más tarde ella los alcanza para ir hacia una nueva misión.

## Desarrollo
Wild Arms fue desarrollado por la compañía japonesa de software Media.Vision y fue lanzado inicialmente en Japón a final de 1996. Siendo nuevos en el mercado de los videojuegos de rol, Media.Vision había lanzado antes el juego de disparos de tipo "run and gun", Rapid Reload para la consola PlayStation un año antes de Wild Arms. Bajo la dirección del productor Takashi Fukushima y el diseñador Akifumi Kaneko, Wild Arms se desarrolló como un videojuego de rol tradicional que incorporaría elementos del Viejo Oeste con elementos de historia de anime y secuencias de acción. El diseñador de personajes Yoshihiko Ito fue responsable por todos los diseños de los personajes principales.
Wild Arms presenta una secuencia de apertura hecha por el estudio japonés de animación Madhouse, con música de fondo hecha por el compositor Michiko Naruke titulada Into the Wilderness. La canción tuvo arreglos de Kazuhiko Toyama y la participación de silbidos melancólicos de Naoki Takao.
La banda sonora de Wild Arms fue compuesta enteramente por Michiko Naruke y está fuertemente inspirada por los Western "spaghetti", con instrumentación de mandolinas, guitarras acústicas y eléctricas, crótalos, trompetas y silbidos para producir un sonido del Viejo Oeste que acomoda con el tema y acercamiento estilístico del juego. También está presente un tema clásico en varias pistas en las que la melodía es llevada por instrumentos de cuerda y tambores para incrementar la tensión. El tema "overworld" del juego, "Lone Bird in the Shire", contiene la melodía de The Ecstasy of Gold, de Ennio Morricone y original de El bueno, el malo y el feo. El tema de introducción "Into the Wilderness" viene de "Day of Anger" compuesta por Riz Ortolani para El día de la ira. La melodía que suena cuando Madre está siendo revivida es muy similar a la canción  "Farewell to Cheyenne" de la película wéstern Hasta que llegó su hora, o Érase una vez en el Oeste.

## Lanzamiento
Wild Arms apareció por primera vez como un demo en la serie de promociones PlayStation Jampack vol. 1 en enero de 1997, y la versión completa en inglés salió tres meses después, en marzo de 1997, lanzado por Sony Computer Entertainment America. Ya que salió justo antes que el Entertainment Software Rating Board (ESRB, sistema norteamericano para clasificar el contenido de los videojuegos) actualizara su sistema de calificaciones, el juego recibió dos clasificaciones en Norteamérica: la primera fue "Kids to Adults" ("De niños a adultos") y más tarde "Everyone" ("Para todos público") en las copias lanzadas después del 1 de enero de 1998, aunque ambas versiones contenían el mismo software y número de catálogo. Wild Arms fue traducido al francés, alemán, italiano y español para su lanzamiento en la región PAL a finales de 1998, publicado por la división europea de Sony Computer Entertainment. Las versiones originales en inglés de Wild Arms sufrieron de serios problemas de traducción (como Gepetto siendo traducido como Zepet, Siegfried como Zeikfried, Nergal como Nelgaul, Berserk a Belselk, Belial a Berial, Vambrace como Van Burace, Seig Zwei como Zeik Tuvai, y Angolmois como Angol Moa). Las versiones traducidas a los idiomas europeos compartían estos errores al haberse traducido a partir de la traducción en inglés. Estas traducciones fueron corregidas en el remake, Wild Arms Alter Code: F.
La banda sonora original del juego, "Wild Arms Original Game Soundtrack" fue lanzada en Japón el 22 de enero de 1997 y relanzada dos años más tarde. Esta versión contenía solamente un disco compacto con versiones incompletas de la música del juego, y después del lanzamiento de la adaptación Wild Arms Alter Code: F y su banda sonora arreglada, se lanzó una versión completa de la banda sonora original, con toda la música del juego, y se tituló Wild Arms Complete Tracks, lanzada el 6 de abril de 2006.
El 26 de julio de 2007, Wild Arms fue relanzado en PlayStation Network de Japón, a través del cual se puede jugar en la consola portátil PlayStation Portable y, hasta la versión 1.70 del sistema operativo, en la consola PlayStation 3. El 6 de diciembre de 2007 esta versión fue estrenada en North American PlayStation Network. El 4 de enero de 2012, Wild Arms fue relanzado en la tienda PlayStation de Europa.